# Feniáni

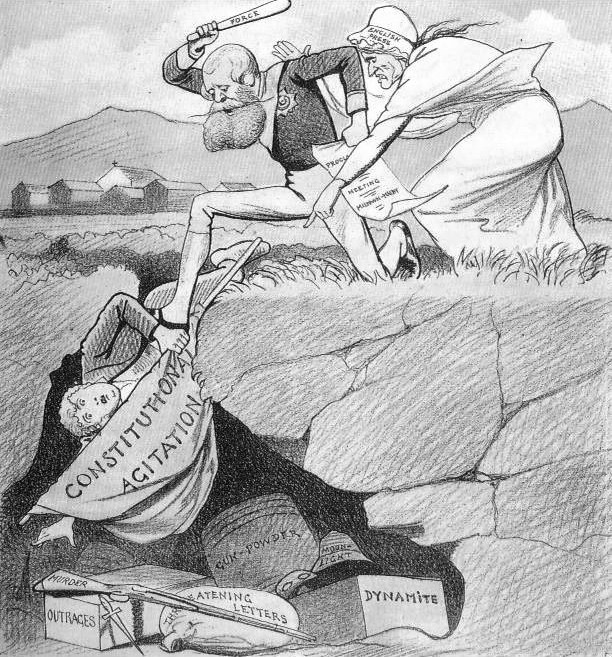
Dodatek přiložený k Weekly Freeman z října 1883; od Johna Ferguse O'Hea

Feniáni (také „Irské republikánské bratrstvo“, anglicky:  Irish Republican Brotherhood) byla irská revoluční organizace původně založená na území Spojených států irskými emigranty v roce 1858. Jejím hlavním organizátorem byl John O´Mahony.

## Cíle organizace
Feniáni si kladli za cíl svržení britské nadvlády v Irsku a prosazení republikánského zřízení. V průběhu 60. let 19. století prováděli ozbrojené útoky za kanadskou hranici, jejich irští „bratři“ se v únoru 1867 neúspěšně pokusili o povstání. Dlouhodobé spory uvnitř organizace vedly k jejímu rozpadu, kdy se většinová část feniánů rozhodla vydat parlamentní cestou k prosazení irské samosprávy. Za největší úspěch je pokládáno přesvědčení šéfa britských liberálů Williama Gladstonea o správnosti a neodkladnosti řešení irské otázky.